# Signal the Firing Squad
Signal the Firing Squad war eine australische Deathcore- und Technical-Death-Metal-Band von der Sunshine Coast, die 2007 gegründet wurde und sich 2013 auflöste.

## Geschichte
Die Band wurde 2007 gegründet. In der Folgezeit ging sie mit Thy Art Is Murder auf Tour und nahm am Brisbaner Teil der Summer Slaughter Tour teil, an dem auch Necrophagist, The Faceless und Aborted teilnahmen. Zudem erschien 2008 die EP The Beginning. Anfang 2011 schloss sich über Skull and Bones Records das Debütalbum Earth Harvest an. Nach dem 2012er Album Abnegate kam es im folgenden Jahr zur Auflösung der Gruppe.

## Stil
Mitch Booth von metalobsession.net stellte fest, dass die Band auf The Beginning sich mehr dem Thrash Metal und Metal im Stil von At the Gates gewidmet hat, während man nun auf Earth Harvest technisch anspruchsvoller und aggressiver sei. Die Gruppe vermeide es jedoch zu kompliziert zu klingen. Neben zeitweisen Parallelen zu Behemoth seien die Songs geprägt durch Blastbeats, tiefe Growls und hohe Screams sowie Breakdowns. Insgesamt kombiniere man den Groove und die Breakdowns moderner Gruppen wie Whitechapel und Despised Icon mit dem technischen Anspruch von Decapitated, Origin und Cryptopsy. Für Alex Lee von megustareviews.com war Abnegate eine Mischung aus Deathcore und Death Metal, wobei sie sich aggressiv und technisch anspruchsvoll gebe. Vor allem der Gesang machte für ihn dabei einen Großteil der Brutalität aus.

## Diskografie
- 2008: The Beginning (EP, Eigenveröffentlichung)
- 2009: Demo 2009 (Demo, Eigenveröffentlichung)
- 2011: Earth Harvest (Album, Skull and Bones Records)
- 2012: Abnegate (Album, RTD Records)
- 2012: In the Mouth of the Leviathan (Single, RTD Records)